# جهاد فايز غلمه
جهاد فايز غلمة، كان مقاتلاً فلسطيني، في كتائب القسام الجناح العسكري لحركة المقاومة الإسلامية (حماس) عام 1991م، وأسس عدداً من مجموعات الكتائب في مدينة الخليل. أطلق فايز أول صاروخ على الاحتلال على مبنى الدبوية ثم مبنى الحاكمية العسكرية، ويُعد أول من أطلق صواريخ القسام من الضفة الغربية على الاحتلال الإسرائيلي، وكان أيضاً أول من قصف مغتصبة كريات أربع بالخليل بقذائف الهاون.
استشهد في 16 أبريل 1995م، عندما أطلقت قوة خاصة من الاحتلال الرصاص على السيارة التي كان يستقلها برفقة الشهيدين عادل الفلاح وطارق النتشه.

## نشأته
في ضحى الخامس من شباط أعلن عن ميلاد جهاد غلمه في منزله الكائن قرب المسجد الأبراهيمي، نشأ طفلاً وغلاماً وشاباً في ظل أسرة متدينه تحثه وتعلق قلبه في المساجد وخاصة مسجد ابن عثمان في البلدة القديمة ليواظب فيه على الطاعات وتلقي الدروس الدينية وتأصلت بذلك شخصيته الايمانية، انخرط في صفوف جماعة الأخوان المسلمين عام 1982م. حفظ من القرآن ثلثيه، وقرأ العديد من الكتب الإسلامية، واعتاد صيام يومي الأثنين والخميس، درس الشريعة الإسلامية وفكر بالسفر إلى السودان من أجل ذلك إلا أن سلطات الاحتلال الإسرائيلية منعته، فتوجه لدراستها في كلية الدعوة وأصول الدين في جامعة القدس، وكان خلال وجوده في القدس دائم التردد على المسجد الاقصى.

## نشاطه واعتقاله
كان من أوائل الذين أشعلوا الإنتفاضة، وحينما بدأت حركة حماس تشق طريقها كان من أبرز أبنائها النشيطين، وكان مسؤولا عن المنطقة الشمالية في مدينة الخليل لحركة حماس في حين كان الشهيد حاتم المحتسب مسؤولا عن المنطقة الجنوبية في الخليل، أعتقل في عام1988م لمدة شهرين، وانضم في عام 1991م إلى مجموعة شهداء الأقصى في كتائب عزالدين القسام والتي كان من قادتها عماد عقل، وأنيطت به عدة مهام عسكرية قام بأدائها على أكمل وجه ثم شرع إلى تطوير سلاح قاذف عرف بسهم رامبو (قوس النشاب) ولذلك أطلق عليه فيما بعد لقب «رامبو القسام» وظل يعمل مع إخوانه بسرية تامة حتى اعتقل هو ومعظم أخوته.
حوّل للتحقيق لمدة شهرين في زنازين الخليل ومعتقل الظاهرية حيث مكث في معتقل الظاهرية ما يقارب العام حتى هيأ الله له الأسباب ليتحرر من المعتقل بتاريخ 12/11/1993 م، بعدها توجه هو ومن معه إلى مدينة الخليل حيث التقى بمجموعة الشهيد «أمجد أبو خلف» حيث زودوا بالسلاح وقاموا بالتنسيق للعمل الجهادي فيما بينهم.
بدأ بمدينته خليل الرحمن وضواحيها مع مجموعته التي أطلق عليها اسم «وحدة الأهوال» ويسقط القتلى من الجنود ومستوطني الاحتلال صرعى بالرصاص القساميين بقيادته. قام باطلاق أول صاروخ على الاحتلال على مبنى الدبوية ثم مبنى الحاكمية العسكرية ليدكها بتلك الصواريخ القسامية، ويعتبر هو أول من أطلق الصواريخ على الاحتلال الإسرائيلي وصدر بيان قسامي عبّر فيه أن العملية جاءت انتقاما لمقتل الشهيد إسلام أبو رميله والشهيد زهير فراح، وهو كان أول من دك مغتصبة كريات أربع بقذائف الهاون.
كان نشاطه ضد الاحتلال في الخليل وضواحيها في مستوطنة حجاي جنوب الخليل إلى مستوطنة كريات أربع شرقها وشارعي عين سارة والسلام ومنطقة فرش الهوى إلى الغرب حيث نسب إليه قتل العشرات من المستوطنين وجنود الاحتلال.
أسس كتيبة الأهوال التي تم اكتشاف أمرها من قبل المخابرات الإسرائيلي بين عامي 1992 و 1993 حيث تم اعتقال معظم أفرادها فيما ارتقى عدد آخر في عمليات متفرقة لكتائب القسام في منطقة الخليل.
واسس خلية مسلحة وأعضاء هذه الخلية تلقوا تدريبات على إعداد عبوات ناسفة متطورة بما في ذلك عبوات كيماوية، وعلى تفجير العبوات لاسلكياً بواسطة جهاز تحكم عن بعد. واتهم جهاز الشاباك الخلية القسامية التي كانت على علاقة بالقائد الشهيد حاتم المحتسب ثم القائد جهاد غلمة بأنها مسؤولة عن تنفيذ 13 عملية بواسطة العبوات الناسفة، عشر عمليات منها ضد أهداف عسكرية في الخليل وثلاث أخرى نفذت في بئر السبع.

## مقتله
مع اقتراب أعياد اليهود بدأ يُفكر في توجيه ضربات للاحتلال تشل حركتهم وتحرم عليهم مدينة الخليل، فاختار الزمان والمكان المناسب لذلك، وعند اقتراب الموعد اصطحب معه «عادل الفلاح» و«طارق النتشه» لينطلق إلى عمليته، فإذا بقوة خاصة من المستعربين تطوق سيارته وتمطرهم بوابل من الرصاص فيسقط أولا عادل الفلاح ثم طارق النتشه ويستطيع جهاد غلمه امتشاق سلاحه والتحرك إلى شجرة بعد أن ردّ باطلاقه الرصاص، لكنهم تمكنوا من قتله في 16/4/1995م، لتعلن سلطات الاحتلال بعد ذلك بقيامه بقتل تسعة من الجنود والمستوطنين واصابة 20 آخرين.